# Еккельн, Фридрих
Фридрих Август Еккельн (нем. Friedrich August Jeckeln; 2 февраля 1895, Хорнберг, Фрайбург — 3 февраля 1946, Рига) — руководящий сотрудник СС и полиции нацистской Германии, военный преступник. Обергруппенфюрер СС и генерал полиции , высший руководитель СС и полиции рейхскомиссариатов «Украина» и «Остланд». Руководил широкомасштабным уничтожением евреев в Прибалтике, Беларуси и на Украине. Публично повешен в 1946 году в Риге после судебного процесса.

## Биография
Участник Первой мировой войны, лейтенант. За боевые заслуги награждён Железным крестом 2-го класса.
1 октября 1929 года вступил в НСДАП (№ 163348), в декабре 1930 года — в СС (№ 4367), служил в отряде СС в Ганновере. В 1932 году избран депутатом Рейхстага от Восточного Ганновера.
С 1941 года занимал руководящие посты в СС и полиции на оккупированной территории СССР. 25 июля 1941 года Еккельн издал приказ: «Пленных комиссаров после короткого допроса направлять мне для подробного допроса через начальника СД моего штаба. С женщинами-агентами или евреями, которые пошли на службу к Советам, обращаться надлежащим образом».
С ноября 1941 года — высший руководитель СС и полиции в Риге (рейхскомиссариат Остланд). В мае 1942 года награждён Железным крестом 1-й степени. В июне 1942 года получил серебряный знак за ранения.
Еккельн являлся одним из главных организаторов террора и массовых убийств местного населения. К моменту вступления в Прибалтику советских войск в ней осталось лишь около 1,6 % довоенного еврейства. В конце ноября — начале декабря 1941 года под руководством Еккельна было произведено массовое убийство евреев в Румбульском лесу около Риги. Тогда при участии команды Арайса были убиты около 25 тысяч человек.
В феврале-апреле 1943 года Еккельн руководил проведением карательной антипартизанской операции «Зимнее волшебство» на севере Белоруссии. В ходе операции, латышские, литовские и украинские коллаборационисты расстреляли и сожгли несколько тысяч мирных жителей, более десяти тысяч были вывезены на работу в Германию.
В декабре 1944 года отдал приказ на расстрел в посёлке Злекас
За эту антипартизанскую операцию Екельн был награждён Золотым немецким крестом. В августе 1944 года награждён Рыцарским крестом.
С марта 1945 года командовал 5-м горным корпусом войск СС, на Восточном фронте, в районе Франкфурта. Награждён Дубовыми листьями (№ 802) к Рыцарскому кресту.
В мае 1945 года взят в советский плен в Берлине.

## Суд и казнь
2 мая 1945 года в Берлине взят в плен советскими войсками. На допросе 14 декабря 1945 года Еккельн рассказал об указаниях, данных ему Гиммлером, перед отъездом в «Остланд» в 1941 году:

Гиммлер сказал, что работу в «Остланде» я должен поставить так, чтобы на всей территории Прибалтики и Белоруссии был полный покой и что евреи, находящиеся в «Остланде», должны быть уничтожены все до единого. Гиммлер говорил и о других нациях, населяющих территорию «Остланда», в особенности подчеркнул свою ненависть к литовцам, называя их низшей расой. О латышах он отзывался несколько мягче, но высказал своё пренебрежение к ним, заявляя, что из всего количества латышей, по его мнению, только 30 % стоит считать за людей, которых можно использовать. Эстонцев Гиммлер также относил к низшей расе, особенно проживающих к востоку от Балтийского моря.
Гиммлер сказал далее, что после окончательной победы национал-социализма необходимо будет германизировать тех эстонцев и латышей, которые хорошо проявят себя на работе в пользу Германии. Всех остальных латышей и эстонцев, говорил он, надо будет выселить из Прибалтики в Германию, где использовать их на работе, а освободившееся пространство заполнится немцами. Белорусов Гиммлер называл низшей расой, а о русских говорил, что это якобы отсталая, некультурная, нисколько не способная руководить большим государством низшая раса. Более определённых указаний относительно моей работы в «Остланде» Гиммлер в этот раз не дал, если не считать одного конкретного приказания о ликвидации всех евреев, содержащихся в рижском гетто.

В 1942 году Гиммлер вызвал Еккельна в Летцен (Восточная Пруссия), сообщив, что в Саласпилсский концентрационный лагерь (в 20 км от Риги) будут привозить евреев из стран Европы. Еккельн предложил использовать для убийств евреев расстрелы как наиболее простой и быстрый способ. В ходе судебного процесса Еккельн признал: «В Саласпилсский концлагерь прибывало по два-три эшелона с евреями каждую неделю. По мере поступления эти партии ликвидировались. Так беспрерывно продолжалось с декабря 1941-го по середину 1942 года. В каждом эшелоне насчитывалось не менее тысячи человек. Я предполагаю, что всего нами было расстреляно до 87 тысяч евреев, прибывших в Саласпилсский лагерь из других стран».
В уголовном деле Еккельна фигурировал «Акт об истреблении немецко-фашистскими захватчиками на территории Латвийской ССР 35 000 советских детей» с информацией об убийствах детей в латвийском Саласпилсе. В концлагере детей отбирали у матерей и загоняли в отдельный барак. Скудное питание, эксперименты врачей, выкачивание крови для солдат немецкой армии, болезни, отсутствие ухода приводили к массовой смертности детей. Одна из узниц, десятилетняя Наташа Лемешонок рассказала:

Через несколько дней солдаты всех группами выводили из барака и вели через двор в больницу. Там нас выстроили в очередь. Мы не знали, что с нами будут делать. Потом пришёл немецкий доктор, большой и сердитый, и другой немец, я не видела, что они делали впереди, но какая-то девочка вдруг стала плакать и кричать, а доктор топал ногами. Мне было очень страшно… подошла моя очередь… доктор воткнул мне в руку иглу и, когда набрал полную стеклянную трубку, отпустил меня и стал брать кровь у моей сестренки Ани… Через день, нас снова повели к врачу и опять брали кровь. Скоро Аня умерла в бараке. У нас все руки были в уколах. Мы все болели, кружилась голова, каждый день умирали мальчики и девочки.

С конца 1942-го по 1944 год через Саласпилсский лагерь прошло до 12 тысяч детей.
На судебном процессе в Риге за военные преступления Еккельн был приговорён военным трибуналом Прибалтийского военного округа к смертной казни и 3 февраля 1946 публично повешен в Риге. Отец историка Арона Шнеера в качестве курсанта школы милиции охранял место казни и потом рассказывал сыну, что к повешенным подбегали люди и били тела палками, а с одного трупа сдернули штаны. Очевидец казни Маргерс Вестерманис рассказывал, что штаны сдернули с трупа Еккельна.